# N Seoul Tower
N Seoul Tower (tiếng Hàn: N서울타워; Hanja: 首爾塔), YTN Seoul Tower, Namsan Tower hay Seoul Tower, là tháp truyền thông và đài quan sát nằm ở núi Namsan ở trung tâm thủ đô Seoul, Hàn Quốc. Tháp được đánh dấu là điểm cao nhất Seoul.

## Lịch sử
Được xây dựng vào năm 1969 với kinh phí lên tới xấp xỉ 2,5 triệu đô la Mỹ, Seoul Tower hoàn thành vào ngày 3 tháng 12 năm 1971 và chính thức mở cửa cho công chúng tham quan vào ngày 15 tháng 10 năm 1980. Tháp được thiết kế bởi kiến trúc sư Jang Jong-ryul. Tháng 8 năm 1975, tháp mở cửa thêm tầng thứ ba. Tháp cao 236,7 m (777 ft) và nếu tính từ đỉnh, tháp sẽ đạt chiều cao 479,7 m (1.574 ft) so với mực nước biển.
Khi N Seoul Tower được tiếp quản bởi tập đoàn CJ, tháp được đổi tên thành N Seoul Tower hay CJ Seoul Tower. Ngoài ra, tháp còn được biết đến với tên gọi Namsan Tower.

## Địa điểm tham quan
Khách tham quan có thể đi cáp treo lên núi Namsan rồi đi bộ tiếp lên tháp. Tháp có các cửa hàng bán đồ lưu niệm cùng nhà hàng ở tầng trệt. Du khách phải trả một khoảng phí để lên tháp. Có 4 đài quan sát (đài quan sát thứ 4 có thể quay với tốc độ 48 phút 1 vòng). Từ đỉnh tháp có thể quan sát toàn cảnh thành phố Seoul.
Năm 2008, bảo tàng Teddy Bear được mở cửa tại tháp với cây thông giáng sinh cao 7 mét được làm từ 300 mô hình gấu Teddy để kỷ niệm ngày khánh thành. Toà tháp được chiếu sáng màu xanh bắt đầu từ hoàng hôn cho đến 23:00 giờ đêm (22:00 vào mùa đông). Trong mùa xuân năm 2012, tháp được chiếu sáng suốt 52 ngày - nhiều hơn 4 ngày so với năm 2011.
Trong một cuộc khảo sát với khoảng 2,000 du khách nước ngoài được thực hiện bởi Seoul Metropolitan Government vào tháng 11 năm 2011 cho kết quả là 16% trả lời rằng móc khoá rồi treo lên hàng rào của tháp (biểu trưng cho tình yêu) là hoạt động yêu thích nhất của họ khi tham quan N Seoul.

## Phát thanh truyền hình
Ngoài hoạt động du lịch, N Seoul Tower được sử dụng như một tháp phát sóng radio, truyền hình cũng như truyền thông.

### Kênh truyền hình
| Kênh | Tên kênh | Tín hiệu | Trạm                                  | Vùng phát         |
| ---- | -------- | -------- | ------------------------------------- | ----------------- |
| 6    | SBS TV   | HLSQ-TV  | SBS                                   | Vùng thủ đô Seoul |
| 7    | KBS 2TV  | HLSA-TV  | Korean Broadcasting System (KBS)      | Vùng thủ đô Seoul |
| 9    | KBS 1TV  | HLKA-TV  | Korean Broadcasting System (KBS)      | Vùng thủ đô Seoul |
| 10-1 | EBS 1TV  | HLQL-TV  | Educational Broadcasting System (EBS) | Vùng thủ đô Seoul |
| 10-2 | EBS 2TV  | HLQL-TV  | Educational Broadcasting System (EBS) | Vùng thủ đô Seoul |
| 11   | MBC TV   | HLKV-TV  | Munhwa Broadcasting Corporation (MBC) | Vùng thủ đô Seoul |

### Radio
| Tần số    | Tên trạm | Tín hiệu | Nguồn | Vùng phát sóng    |
| --------- | -------- | -------- | ----- | ----------------- |
| 96.7 MHz  | KFN FM   | HLSF-FM  | 2 kW  | Vùng thủ đô Seoul |
| 99.1 MHz  | Gugak FM | HLQA-FM  | 5 kW  | Vùng thủ đô Seoul |
| 101.3 MHz | tbs eFM  | HLSW-FM  | 1 kW  | Vùng thủ đô Seoul |

## Hình ảnh

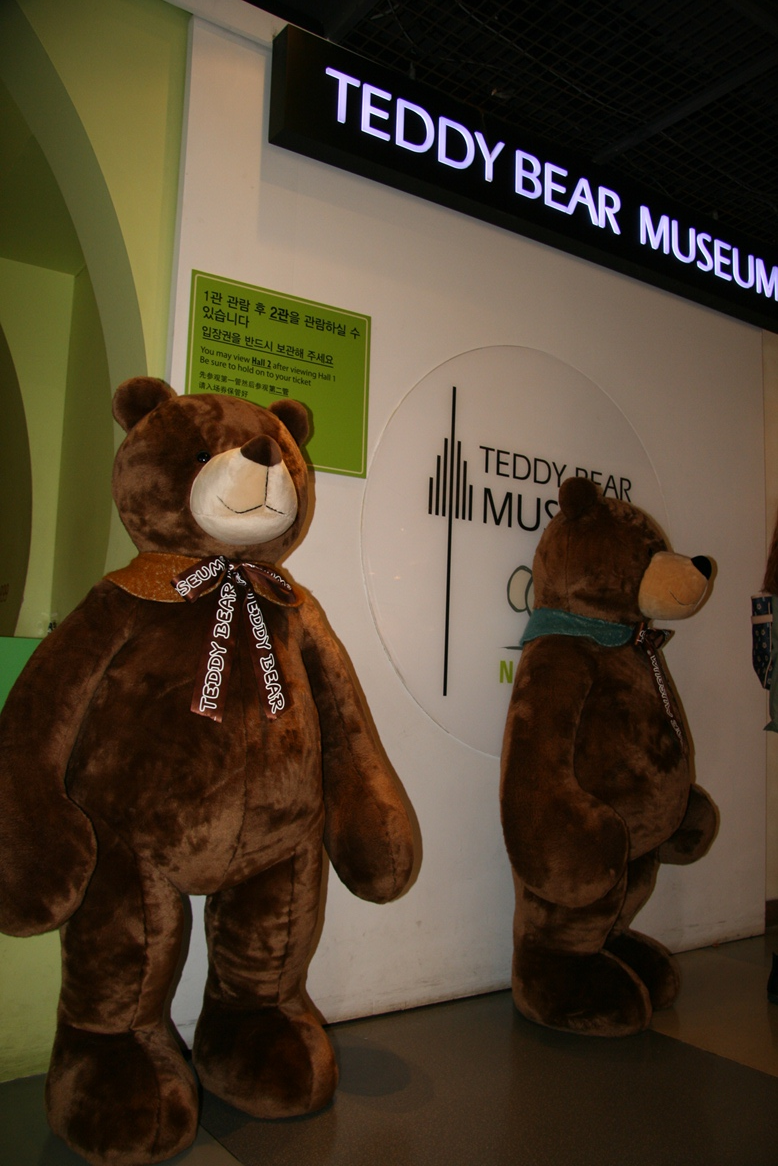
Lối vào bảo tàng Teddy Bear
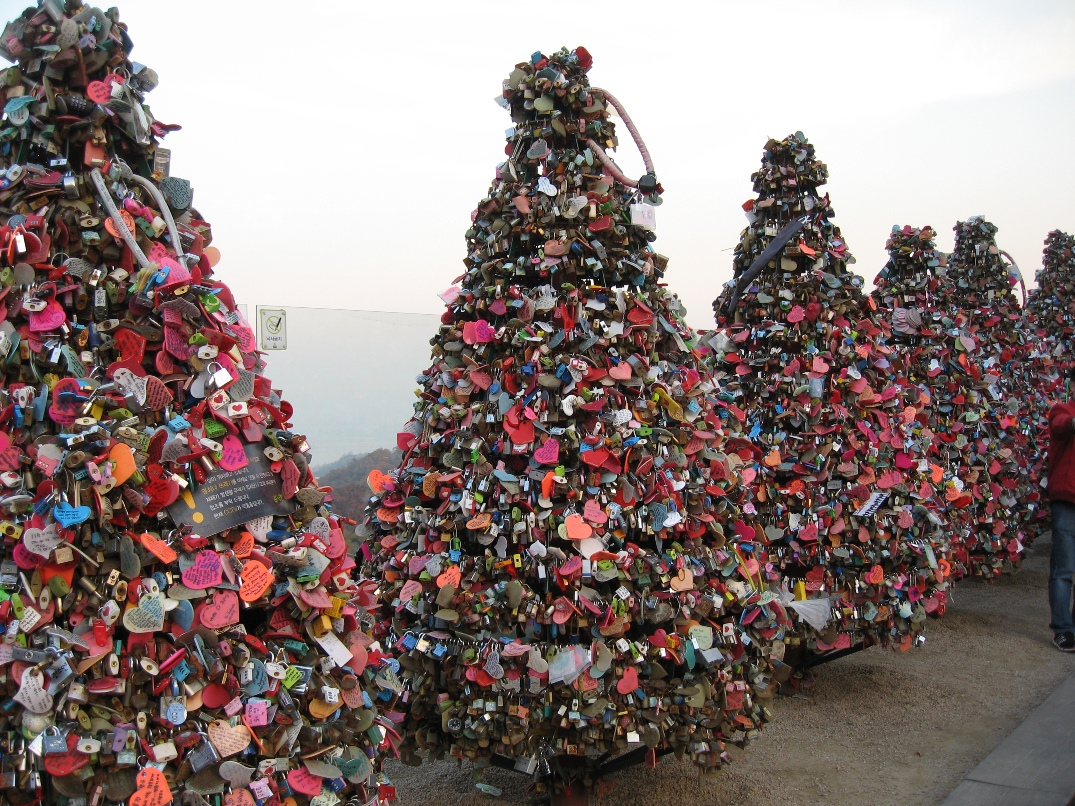
Cây thông với những ổ khoá tình yêu
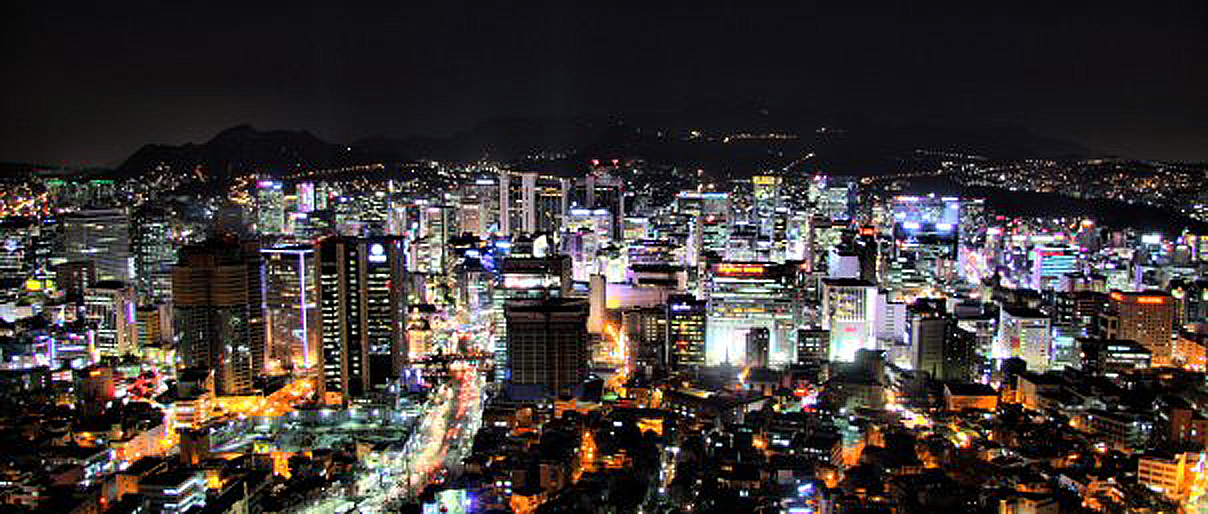
Quang cảnh về đêm của Seoul nhìn từ N Seoul Tower
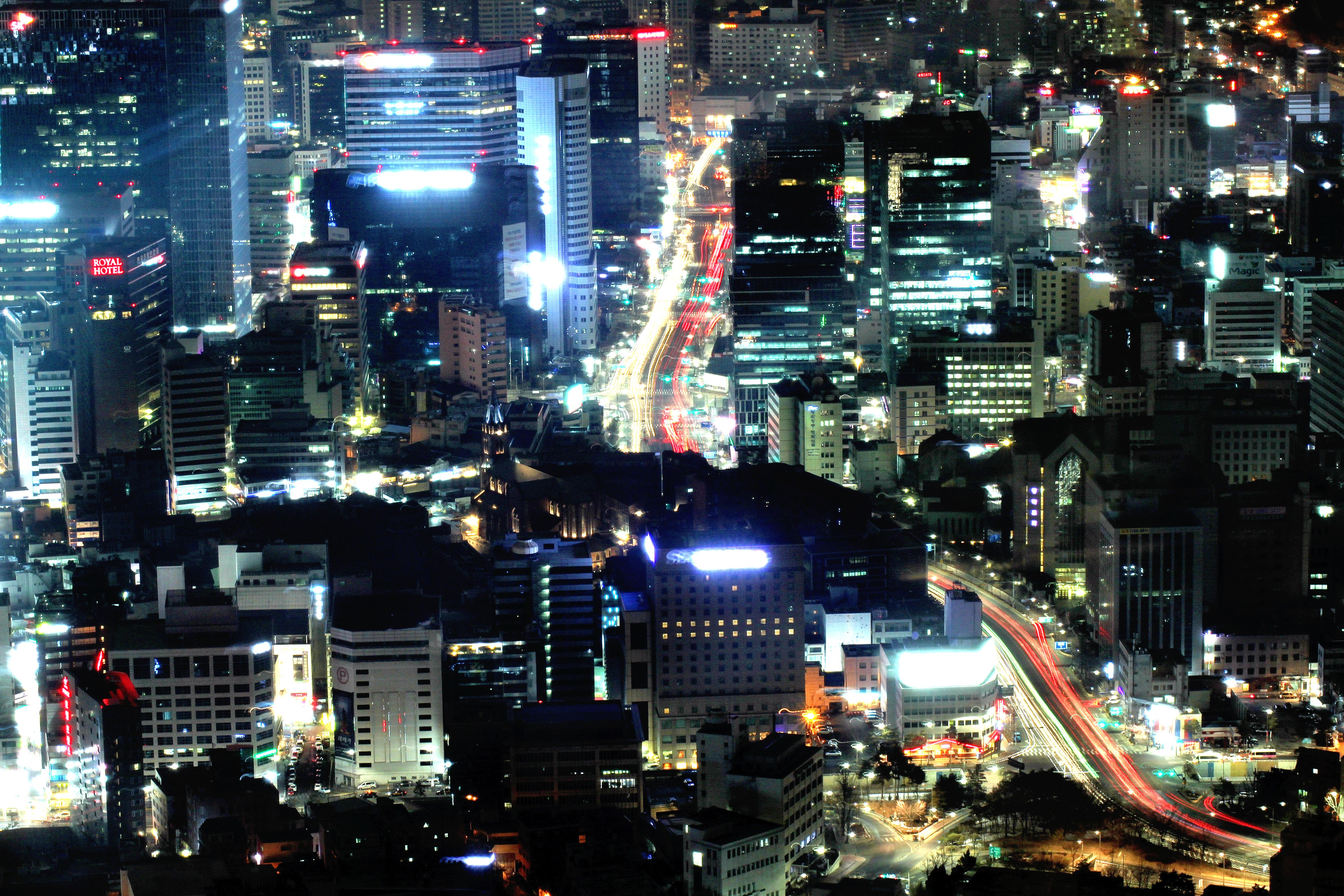
Một góc nhìn khác của Seoul từ N Seoul Tower
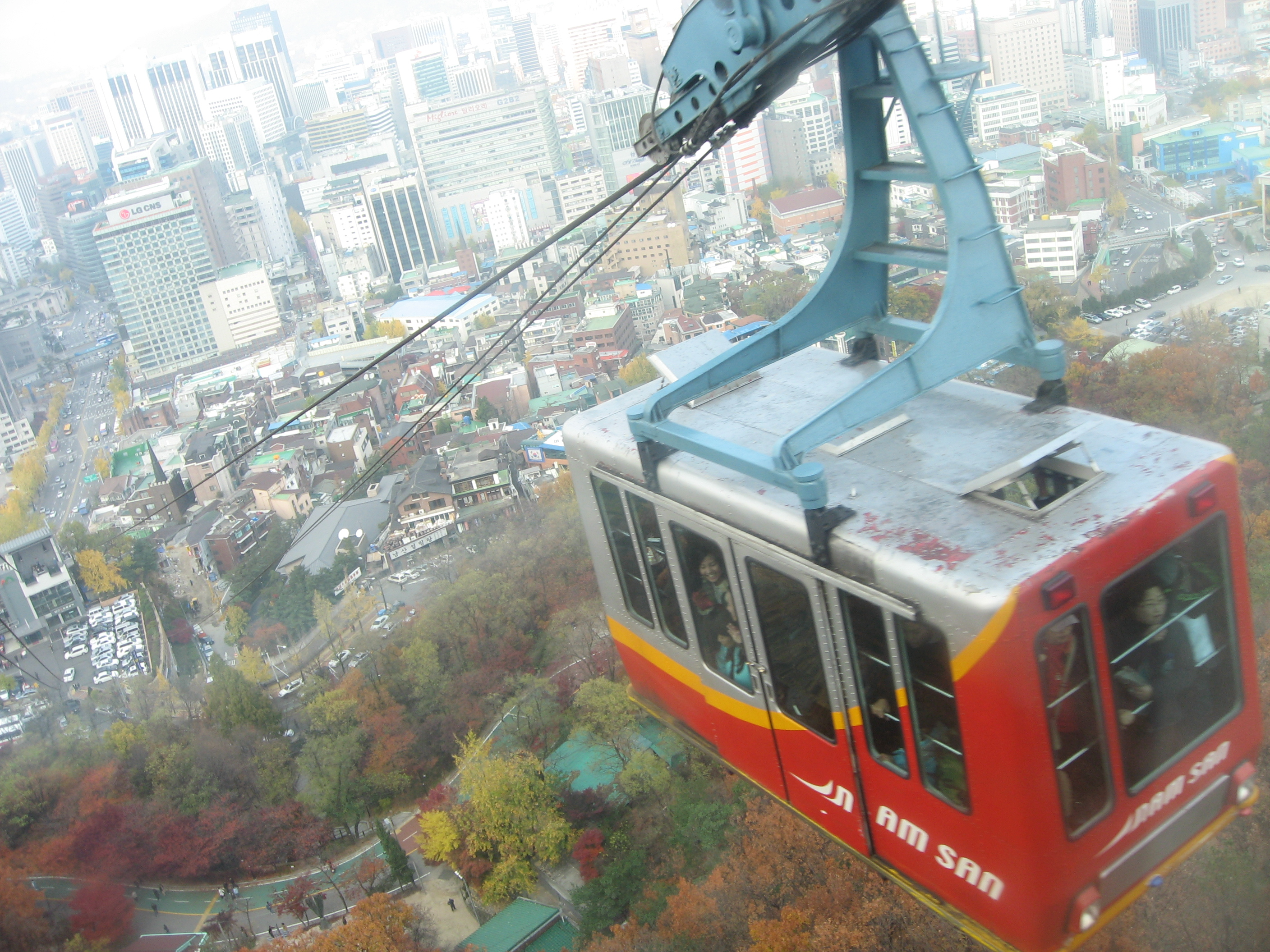
Cáp treo Namsan dẫn lên N Seoul Tower

## Liên kết
- Seoul city tour Seoul city tour, DMZ Tour. Korea Tour company for Foreign Visitors and expats.(tiếng Anh)
- Korea tour information Seoul city tour, private tour, Korea tour information(tiếng Anh)
- Korea DMZ Tour Seoul city tour, DMZ Tour. Korea DMZ Tour Agency for Foreigners. Lưu trữ ngày 20 tháng 2 năm 2014 tại Wayback Machine(tiếng Anh)
- N Seoul Tower official website (tiếng Hàn)
- N Seoul Tower: Official Seoul City Tourism Lưu trữ ngày 12 tháng 6 năm 2010 tại Wayback Machine
- Seoul Tower trên trang Structurae
- The Seoul Guide: N Seoul Tower